# Coupe Memorial 1991
Navigation
Édition précédente Édition suivante
L'édition 1991 de la Coupe Memorial est présenté du 11 au 19 mai 1991 à Québec, Québec. Elle regroupe les champions de chacune des divisions de la Ligue canadienne de hockey, soit la Ligue de hockey junior majeur du Québec (LHJMQ), la Ligue de hockey de l'Ontario (LHO) et la Ligue de hockey de l'Ouest (LHOu)

## Équipes participantes
- Les Saguenéens de Chicoutimi représentent la Ligue de hockey junior majeur du Québec.
- Les Greyhounds de Sault Ste. Marie représentent la Ligue de hockey de l'Ontario.
- Les Chiefs de Spokane représentent la Ligue de hockey de l'Ouest.
- Les Voltigeurs de Drummondville de la LHJMQ en tant que finaliste.

## Classement de la ronde Préliminaire
| Équipe                         | PJ | V | D | BP | BC | Pts |
| ------------------------------ | -- | - | - | -- | -- | --- |
| Chiefs de Spokane              | 3  | 3 | 0 | 22 | 8  | 6   |
| Voltigeurs de Drummondville    | 3  | 2 | 1 | 12 | 12 | 4   |
| Saguenéens de Chicoutimi       | 3  | 1 | 2 | 6  | 13 | 2   |
| Greyhounds de Sault Ste. Marie | 3  | 0 | 3 | 7  | 14 | 0   |

## Résultats

### Résultats du tournoi à la ronde
Voici les résultats du tournoi à la ronde pour l'édition 1991 :

## Effectifs
Voici la liste des joueurs des Chiefs de Spokane, équipe championne du tournoi 1991 :
- Entraîneur : Bryan Maxwell
- Gardiens : Scott Bailey et Trevor Kidd.
- Défenseurs : Tommie Eriksen, Frank Evans, Dan Faassen, Geoff Grandberg, Jon Klemm, Chris Lafreniere, Shane Maitland et Kerry Toporowski.
- Attaquants : Mike Chrun, Bart Cote, Cam Danyluk, Pat Falloon, Murray Garbutt, Mike Jickling, Steve Junker, Mark Szoke, Calvin Thudium, Brent Thurston, Trevor Tovell, Bram Vanderkracht, Ray Whitney et Mark Woolf.

## Honneurs individuels
- Trophée Stafford-Smythe (meilleur joueur) : Pat Falloon (Chiefs de Spokane)
- Trophée George-Parsons (meilleur esprit sportif) : Ray Whitney (Chiefs de Spokane)
- Trophée Hap-Emms (meilleur gardien) : Félix Potvin (Saguenéens de Chicoutimi)

Équipe d'étoiles :
- Gardien : Félix Potvin (Saguenéens de Chicoutimi)
- Défenseurs : Patrice Brisebois (Voltigeurs de Drummondville) et Brad Tiley (Greyhounds de Sault Ste. Marie)
- Centre : Pat Falloon (Chiefs de Spokane)
- Ailier gauche : Ray Whitney (Chiefs de Spokane)
- Ailier droit : Brent Thurston (Chiefs de Spokane)